# Alpské lyžování na Zimních olympijských hrách 2022 – slalom muži
Slalom mužů na Zimních olympijských hrách 2022 se konal 16. února 2022 jako pátý mužský závod v alpském lyžování pekingské olympiády na sjezdovce Ice River Národního centra alpského lyžování v obvodu Jen-čching. První kolo odstartovalo v 10.15 hodin místního času a druhé následovalo od 13.45 hodin. Do závodu nastoupilo 88 lyžařů z 61 výprav. 
Obhájce olympijského zlata Švéd André Myhrer ukončil v únoru 2020 závodní kariéru. Bronzový medailista z roku 2018 Rakušan Michael Matt se na rozdíl od stříbrného Švýcara Ramona Zenhäuserna do závodu kvalifikoval. Po sedmém místě v úvodním kole však vypadl během druhé jízdy. V předchozí části probíhající sezóny Světového poháru 2021/2022 se konalo šest slalomů. Vedení v průběžné klasifikaci držel Nor Lucas Braathen před krajanem  Sebastianem Fossem-Solevågem a Rakušanem Manuelem Fellerem. 

## Medailisté
Olympijským vítězem se stal 24letý Clément Noël, který po první jízdě útočil ze šestého místa. Nejrychlejším časem druhého kola odrazil výše postavené spolufavority ve startovní listině. Z vrcholné světové akce si při prvním pekingském startu odvezl premiérovou medaili. Po Jeanu-Claudeovi Killym a Jean-Pierru Vidalovi se stal třetím olympijským šampionem z Francie v této disciplíně. Pro „zemi galského kohouta“ vybojoval první olympijské zlato v alpském lyžování od sjezdového triumfu Antoina Dénériaza v Turíně 2006. Noël patřil k pretendentům na výhru jako druhý z konečných hodnocení slalomu ve Světovém poháru 2019, 2020 a 2021. V předchozí kariéře ovládl v této sérii závodů devět slalomů.
Stříbrný kov si odvezl 29letý Rakušan Johannes Strolz, jenž po prvním kole vedl. Za vítězem zaostal o 61 setin sekundy. Navázal tak na zlato z pekingské superkombinace a druhou olympijskou medailí vyrovnal identický zisk otce Huberta Strolze ze ZOH 1988 v Calgary. Na bronzové příčce dojel úřadující mistr světa z roku 2021 Nor Sebastian Foss-Solevåg, s minimálmí ztrátou 9 setin sekundy na druhého. Druhým cenným kovem doplnil olympijskou sbírku, když se v Pchjongčchangu 2018 stal členem bronzového týmu ve smíšené soutěži.

## Výsledky
| P                                                                   | SČ | závodník                | stát                   | 1. kolo              | 1. kolo              | 2. kolo              | 2. kolo              | celkový výsledek     | celkový výsledek     |
| P                                                                   | SČ | závodník                | stát                   | čas                  | poř.                 | čas                  | poř.                 | čas                  | ztráta               |
| ------------------------------------------------------------------- | -- | ----------------------- | ---------------------- | -------------------- | -------------------- | -------------------- | -------------------- | -------------------- | -------------------- |
| Zlatá olympijská medaile                                            | 4  | Clément Noël            | Francie                | 54,30                | 6.                   | 49,79                | 1.                   | 1:44,09              | —                    |
| Stříbrná olympijská medaile                                         | 19 | Johannes Strolz         | Rakousko               | 53,92                | 1.                   | 50,78                | 13.                  | 1:44,70              | +0,61                |
| Bronzová olympijská medaile                                         | 2  | Sebastian Foss-Solevåg  | Norsko                 | 53,98                | 3.                   | 50,81                | 15.                  | 1:44,79              | +0,70                |
| 4.                                                                  | 3  | Henrik Kristoffersen    | Norsko                 | 53,94                | 2.                   | 50,94                | 18.                  | 1:44,88              | +0,79                |
| 5.                                                                  | 11 | Loïc Meillard           | Švýcarsko              | 54,22                | 4.                   | 50,67                | 10.                  | 1:44,89              | +0,80                |
| 6.                                                                  | 15 | Daniel Yule             | Švýcarsko              | 55,06                | 13.                  | 49,89                | 2.                   | 1:44,95              | +0,86                |
| 7.                                                                  | 5  | Linus Straßer           | Německo                | 54,25                | 5.                   | 50,77                | 12.                  | 1:45,02              | +0,93                |
| 8.                                                                  | 18 | Giuliano Razzoli        | Itálie                 | 54,79                | 12.                  | 50,26                | 4.                   | 1:45,05              | +0,96                |
| 9.                                                                  | 22 | Albert Popov            | Bulharsko              | 54,62                | 9.                   | 50,53                | 8.                   | 1:45,15              | +1,06                |
| 10.                                                                 | 21 | Alexandr Chorošilov     | Sportovci ROV          | 54,63.               | 10.                  | 50,54                | 9.                   | 1:45,17              | +1,08                |
| 11.                                                                 | 20 | Tommaso Sala            | Itálie                 | 54,37                | 8.                   | 51,00                | 19.                  | 1:45,37              | +1,28                |
| 12.                                                                 | 1  | Ramon Zenhäusern        | Švýcarsko              | 54,72                | 11.                  | 50,75                | 11.                  | 1:45,47              | +1,38                |
| 13.                                                                 | 13 | Dave Ryding             | Velká Británie         | 55,13                | 16.                  | 50,44                | 7.                   | 1:45,57              | +1,48                |
| 14.                                                                 | 17 | Luca Aerni              | Švýcarsko              | 55,63                | 19.                  | 50,20                | 3.                   | 1:45,83              | +1,74                |
| 15.                                                                 | 30 | Samuel Kolega           | Chorvatsko             | 55,54                | 18.                  | 50,42                | 6.                   | 1:45,96              | +1,87                |
| 16.                                                                 | 8  | Alexis Pinturault       | Francie                | 55,12                | 15.                  | 51,03                | 20.                  | 1:46,15              | +2,05                |
| 17.                                                                 | 6  | Marco Schwarz           | Rakousko               | 56,26                | 25.                  | 50,35                | 5.                   | 1:46,61              | +2,52                |
| 18.                                                                 | 16 | Filip Zubčić            | Chorvatsko             | 55,79                | 21.                  | 50,89                | 17.                  | 1:46,68              | +2,59                |
| 19.                                                                 | 39 | Alexander Schmid        | Německo                | 55,95                | 23.                  | 51,08                | 21.                  | 1:47,03              | +2,94                |
| 20.                                                                 | 27 | Matej Vidović           | Chorvatsko             | 56,57                | 26.                  | 50,79                | 14.                  | 1:47,36              | +3,27                |
| 21.                                                                 | 33 | Jung Dong-hyun          | Jižní Korea            | 56,85                | 29.                  | 50,84                | 16.                  | 1:47,69              | +3,60                |
| 22.                                                                 | 24 | Armand Marchant         | Belgie                 | 56,13                | 24.                  | 51,72                | 22.                  | 1:47,85              | +3,76                |
| 23.                                                                 | 49 | Barnabás Szőllős        | Izrael                 | 56,83                | 28.                  | 51,88                | 23.                  | 1:48,71              | +4,62                |
| 24.                                                                 | 26 | Erik Read               | Kanada                 | 55,90                | 22.                  | 53,20                | 24.                  | 1:49,10              | +5,01                |
| 25.                                                                 | 42 | Adam Žampa              | Slovensko              | 57,76                | 32.                  | 53,25                | 25.                  | 1:51,01              | +6,92                |
| 26.                                                                 | 50 | Aleksandr Andrienko     | Sportovci ROV          | 57,47                | 31.                  | 53,70                | 26.                  | 1:51,17              | +7,08                |
| 27.                                                                 | 53 | Emir Lokmić             | Bosna a Hercegovina    | 58,86                | 35.                  | 53,94                | 27.                  | 1:52,80              | +8,71                |
| 28.                                                                 | 60 | Denni Xhepa             | Albánie                | 58,32                | 34.                  | 54,96                | 29.                  | 1:53,28              | +9,19                |
| 29.                                                                 | 52 | Ioannis Antoniou        | Řecko                  | 59,48                | 36.                  | 54,81                | 28.                  | 1:54,29              | +10,20               |
| 30.                                                                 | 55 | Casper Dyrbye Næsted    | Dánsko                 | 1:01,38              | 38.                  | 55,89                | 31.                  | 1:57,27              | +13,18               |
| 31.                                                                 | 23 | Atle Lie McGrath        | Norsko                 | 55,08                | 14.                  | 1:02,27              | 41.                  | 1:57,35              | +13,26               |
| 32.                                                                 | 66 | Soso Džafaridze         | Gruzie                 | 1:02,02              | 41.                  | 55,87                | 30.                  | 1:57,89              | +13,80               |
| 33.                                                                 | 58 | Márton Kékesi           | Maďarsko               | 1:01,85              | 40.                  | 56,12                | 32.                  | 1:57,97              | +13,88               |
| 34.                                                                 | 73 | Richardson Viano        | Haiti                  | 1:02,25              | 42.                  | 57,74                | 33.                  | 1:59,99              | +15,90               |
| 35.                                                                 | 64 | Alexandru Ștefănescu    | Rumunsko               | 1:01,72              | 39.                  | 58,70                | 35.                  | 2:00,42              | +16,33               |
| 36.                                                                 | 72 | Zachar Kučin            | Kazachstán             | 1:03,68              | 43.                  | 58,98                | 37.                  | 2:02,66              | +18,57               |
| 37.                                                                 | 77 | Albin Tahiri            | Kosovo                 | 1:04,01              | 44.                  | 58,93                | 36.                  | 2:02,94              | +18,85               |
| 38.                                                                 | 78 | Cesar Arnouk            | Libanon                | 1:07,05              | 47.                  | 58,37                | 34.                  | 2:05,42              | +21,33               |
| 39.                                                                 | 82 | Ricardo Brancal         | Portugalsko            | 1:06,24              | 46.                  | 1:00,07              | 38.                  | 2:06,31              | +22,22               |
| 40.                                                                 | 68 | Nicola Zanon            | Thajsko                | 1:05,71              | 45.                  | 1:02,24              | 40.                  | 2:07,95              | +23,86               |
| 41.                                                                 | 86 | Mathieu Neumuller       | Madagaskar             | 1:07,90              | 48.                  | 1:02,88              | 43.                  | 2:10,78              | +26,69               |
| 42.                                                                 | 62 | Eldar Salihović         | Černá Hora             | 1:09,61              | 50.                  | 1:02,21              | 39.                  | 2:11,82              | +27,73               |
| 43.                                                                 | 83 | Matteo Gatti            | San Marino             | 1:08,52              | 49.                  | 1:03,41              | 44.                  | 2:11,93              | +27,84               |
| 44.                                                                 | 88 | William Flaherty        | Portoriko              | 1:09,86              | 51.                  | 1:02,57              | 42.                  | 2:12,43              | +28,34               |
| 45.                                                                 | 80 | Yohan Goutt Goncalves   | Východní Timor         | 1:15,48              | 52.                  | 1:09,19              | 45.                  | 2:24,67              | +40,58               |
| —                                                                   | 10 | Michael Matt            | Rakousko               | 54,36                | 7.                   | nedojel do cíle      | nedojel do cíle      | nedojel do cíle      | nedojel do cíle      |
| —                                                                   | 12 | Alex Vinatzer           | Itálie                 | 55,39                | 17.                  | nedojel do cíle      | nedojel do cíle      | nedojel do cíle      | nedojel do cíle      |
| —                                                                   | 38 | Kamen Zlatkov           | Bulharsko              | 55,66                | 20.                  | nedojel do cíle      | nedojel do cíle      | nedojel do cíle      | nedojel do cíle      |
| —                                                                   | 40 | Dries Van den Broecke   | Belgie                 | 56,77                | 27.                  | nedojel do cíle      | nedojel do cíle      | nedojel do cíle      | nedojel do cíle      |
| —                                                                   | 56 | Andreas Žampa           | Slovensko              | 58,06                | 33.                  | nedojel do cíle      | nedojel do cíle      | nedojel do cíle      | nedojel do cíle      |
| —                                                                   | 57 | Michel Macedo           | Brazílie               | 59,88                | 37.                  | nedojel do cíle      | nedojel do cíle      | nedojel do cíle      | nedojel do cíle      |
| —                                                                   | 43 | Michał Jasiczek         | Polsko                 | 57,40                | 30.                  | diskvalifikován      | diskvalifikován      | diskvalifikován      | diskvalifikován      |
| —                                                                   | 7  | Manuel Feller           | Rakousko               | nedojel do cíle      | nedojel do cíle      | nedojel do cíle      | nedojel do cíle      | nedojel do cíle      | nedojel do cíle      |
| —                                                                   | 9  | Kristoffer Jakobsen     | Švédsko                | nedojel do cíle      | nedojel do cíle      | nedojel do cíle      | nedojel do cíle      | nedojel do cíle      | nedojel do cíle      |
| —                                                                   | 14 | Lucas Braathen          | Norsko                 | nedojel do cíle      | nedojel do cíle      | nedojel do cíle      | nedojel do cíle      | nedojel do cíle      | nedojel do cíle      |
| —                                                                   | 25 | Luke zimnís             | Spojené státy americké | nedojel do cíle      | nedojel do cíle      | nedojel do cíle      | nedojel do cíle      | nedojel do cíle      | nedojel do cíle      |
| —                                                                   | 28 | Yohei Koyama            | Japonsko               | nedojel do cíle      | nedojel do cíle      | nedojel do cíle      | nedojel do cíle      | nedojel do cíle      | nedojel do cíle      |
| —                                                                   | 29 | Joaquim Salarich        | Španělsko              | nedojel do cíle      | nedojel do cíle      | nedojel do cíle      | nedojel do cíle      | nedojel do cíle      | nedojel do cíle      |
| —                                                                   | 31 | Zan Kranjec             | Slovinsko              | nedojel do cíle      | nedojel do cíle      | nedojel do cíle      | nedojel do cíle      | nedojel do cíle      | nedojel do cíle      |
| —                                                                   | 32 | Billy Major             | Velká Británie         | nedojel do cíle      | nedojel do cíle      | nedojel do cíle      | nedojel do cíle      | nedojel do cíle      | nedojel do cíle      |
| —                                                                   | 34 | Jan Zabystřan           | Česko                  | nedojel do cíle      | nedojel do cíle      | nedojel do cíle      | nedojel do cíle      | nedojel do cíle      | nedojel do cíle      |
| —                                                                   | 35 | Trevor Philp            | Kanada                 | nedojel do cíle      | nedojel do cíle      | nedojel do cíle      | nedojel do cíle      | nedojel do cíle      | nedojel do cíle      |
| —                                                                   | 36 | Kryštof Krýzl           | Česko                  | nedojel do cíle      | nedojel do cíle      | nedojel do cíle      | nedojel do cíle      | nedojel do cíle      | nedojel do cíle      |
| —                                                                   | 37 | Julian Rauchfuss        | Německo                | nedojel do cíle      | nedojel do cíle      | nedojel do cíle      | nedojel do cíle      | nedojel do cíle      | nedojel do cíle      |
| —                                                                   | 41 | Ivan Kuzněcov           | Sportovci ROV          | nedojel do cíle      | nedojel do cíle      | nedojel do cíle      | nedojel do cíle      | nedojel do cíle      | nedojel do cíle      |
| —                                                                   | 44 | Tormis Laine            | Estonsko               | nedojel do cíle      | nedojel do cíle      | nedojel do cíle      | nedojel do cíle      | nedojel do cíle      | nedojel do cíle      |
| —                                                                   | 45 | Sam Maes                | Belgie                 | nedojel do cíle      | nedojel do cíle      | nedojel do cíle      | nedojel do cíle      | nedojel do cíle      | nedojel do cíle      |
| —                                                                   | 46 | Louis Muhlen-Schulte    | Austrálie              | nedojel do cíle      | nedojel do cíle      | nedojel do cíle      | nedojel do cíle      | nedojel do cíle      | nedojel do cíle      |
| —                                                                   | 47 | Sturla Snær Snorrason   | Island                 | nedojel do cíle      | nedojel do cíle      | nedojel do cíle      | nedojel do cíle      | nedojel do cíle      | nedojel do cíle      |
| —                                                                   | 48 | Miks Zvejnieks          | Lotyšsko               | nedojel do cíle      | nedojel do cíle      | nedojel do cíle      | nedojel do cíle      | nedojel do cíle      | nedojel do cíle      |
| —                                                                   | 51 | Paweł Pyjas             | Polsko                 | nedojel do cíle      | nedojel do cíle      | nedojel do cíle      | nedojel do cíle      | nedojel do cíle      | nedojel do cíle      |
| —                                                                   | 54 | Tomás Birkner de Miguel | Argentina              | nedojel do cíle      | nedojel do cíle      | nedojel do cíle      | nedojel do cíle      | nedojel do cíle      | nedojel do cíle      |
| —                                                                   | 59 | Matthieu Osch           | Lucembursko            | nedojel do cíle      | nedojel do cíle      | nedojel do cíle      | nedojel do cíle      | nedojel do cíle      | nedojel do cíle      |
| —                                                                   | 63 | Michael Poettoz         | Kolumbie               | nedojel do cíle      | nedojel do cíle      | nedojel do cíle      | nedojel do cíle      | nedojel do cíle      | nedojel do cíle      |
| —                                                                   | 65 | Asa Miller              | Filipíny               | nedojel do cíle      | nedojel do cíle      | nedojel do cíle      | nedojel do cíle      | nedojel do cíle      | nedojel do cíle      |
| —                                                                   | 67 | Ivan Kovbasňuk          | Ukrajina               | nedojel do cíle      | nedojel do cíle      | nedojel do cíle      | nedojel do cíle      | nedojel do cíle      | nedojel do cíle      |
| —                                                                   | 69 | Adrian Yung             | Hongkong               | nedojel do cíle      | nedojel do cíle      | nedojel do cíle      | nedojel do cíle      | nedojel do cíle      | nedojel do cíle      |
| —                                                                   | 70 | Yianno Kouyoumdjian     | Kypr                   | nedojel do cíle      | nedojel do cíle      | nedojel do cíle      | nedojel do cíle      | nedojel do cíle      | nedojel do cíle      |
| —                                                                   | 71 | Ho Ping-jui             | Tchaj-wan              | nedojel do cíle      | nedojel do cíle      | nedojel do cíle      | nedojel do cíle      | nedojel do cíle      | nedojel do cíle      |
| —                                                                   | 75 | Berkin Usta             | Turecko                | nedojel do cíle      | nedojel do cíle      | nedojel do cíle      | nedojel do cíle      | nedojel do cíle      | nedojel do cíle      |
| —                                                                   | 76 | Jeffrey Webb            | Malajsie               | nedojel do cíle      | nedojel do cíle      | nedojel do cíle      | nedojel do cíle      | nedojel do cíle      | nedojel do cíle      |
| —                                                                   | 79 | Arif Khan               | Indie                  | nedojel do cíle      | nedojel do cíle      | nedojel do cíle      | nedojel do cíle      | nedojel do cíle      | nedojel do cíle      |
| —                                                                   | 81 | Maxim Gordějev          | Kyrgyzstán             | nedojel do cíle      | nedojel do cíle      | nedojel do cíle      | nedojel do cíle      | nedojel do cíle      | nedojel do cíle      |
| —                                                                   | 84 | Sü Ming-fu              | Čína                   | nedojel do cíle      | nedojel do cíle      | nedojel do cíle      | nedojel do cíle      | nedojel do cíle      | nedojel do cíle      |
| —                                                                   | 85 | Čang Jang-ming          | Čína                   | nedojel do cíle      | nedojel do cíle      | nedojel do cíle      | nedojel do cíle      | nedojel do cíle      | nedojel do cíle      |
| —                                                                   | 87 | Muhammad Karim          | Pákistán               | nedojel do cíle      | nedojel do cíle      | nedojel do cíle      | nedojel do cíle      | nedojel do cíle      | nedojel do cíle      |
| —                                                                   | 74 | Komiljon Tuchtajev      | Uzbekistán             | diskvalifikován      | diskvalifikován      | diskvalifikován      | diskvalifikován      | diskvalifikován      | diskvalifikován      |
| —                                                                   | 61 | Andrej Drukarov         | Litva                  | nenastoupil na start | nenastoupil na start | nenastoupil na start | nenastoupil na start | nenastoupil na start | nenastoupil na start |
| P – pořadí, SČ – startovní číslo                                    |    |                         |                        |                      |                      |                      |                      |                      |                      |
| První kolo začalo v 10.15 hodin (UTC+8) a druhé pak ve 13.45 hodin. |    |                         |                        |                      |                      |                      |                      |                      |                      |